# Plan centré

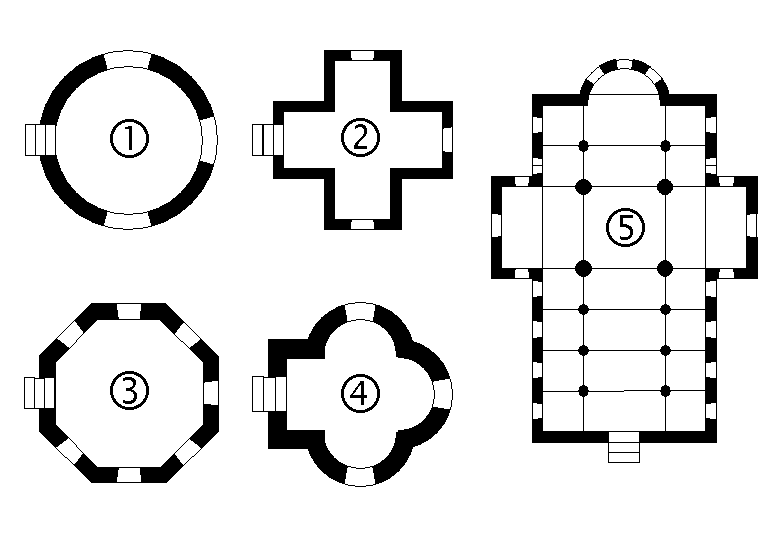
Quelques exemples d'édifice à plan centré :
1. Rotonde. 2. Plan en croix grecque. 3. Baptistère octogonal. 4. Plan trifolié. 5. Antonyme : plan basilical.

Un plan centré est la disposition centrée au sol d'un édifice, d'un ensemble d'édifices. On parle également de plan central, bien que Louis Hautecœur recommande de réserver l'adjectif « central » pour désigner des éléments placés au centre d'une structure.
Le plan centré est un « plan massé et symétrique de part et d'autre de plusieurs axes : les bâtiments de plan centré peuvent présenter certaines excroissances secondaires asymétriques ».
Le plan rayonnant est « un plan dont les lignes principales convergent vers un centre ». Le plan radioconcentrique est un plan dans lequel « un ou plusieurs cercles sont centrés sur le point de convergence de ces lignes ». On parle parfois de plan radioconcentrique carré ou polygonal pour désigner un plan dans lequel « les cercles sont remplacés par des carrés, des polygones [réguliers] ».

## Types de plans centrés
- Plans cruciformes : plan en croix grecque, en X (croix de Saint-André).
- Plans polygonaux : plan carré, hexagonal, octogonal, etc.
- Plans rayonnants ou plan en X : rotonde, etc.
- Plans en grille ou plan en H : grille centrée de quadrillage des cours intérieures centrées.
- Plan bénédictin : plan centré orienté est-ouest avec excroissance principale orientée.

## Exemples
- Baptistère
- Église à plan centré
- Synagogue de Baden (Argovie) (Suisse)
- Tholos